# Campionato europeo femminile di pallavolo 1981
Il campionato europeo femminile di pallavolo 1981 si è svolto dal 19 al 27 settembre 1991 a Pernik e Sofia in Bulgaria: al torneo hanno partecipato dodici squadre nazionali europee e la vittoria finale è andata per la prima volta alla Bulgaria.

## Qualificazioni
Al torneo hanno partecipato: la nazionale del paese organizzatore, le prime cinque nazionali classificate al campionato europeo 1979 e sei nazionali qualificate tramite il torneo di qualificazione.

## Regolamento

### Formula
Le squadre hanno disputato una prima fase a gironi con formula del girone all'italiana; al termine della prima fase:
- Le prime due classificate di ogni girone hanno acceduto al girone per il primo posto, strutturato in un girone all'italiana.
- Le ultime due classificate di ogni girone hanno acceduto al girone per il settimo posto, strutturato in un girone all'italiana.

### Criteri di classifica
Sono stati assegnati 2 punti alla squadra vincente e 1 a quella sconfitta.
L'ordine del posizionamento in classifica è stato definito in base a:
- Punti;
- Ratio dei set vinti/persi;
- Ratio dei punti realizzati/subiti;
- Risultati degli scontri diretti.

## Squadre partecipanti
| Squadra          | Qualificazione                            | Ultima partecipazione |
| ---------------- | ----------------------------------------- | --------------------- |
| Bulgaria         | Paese organizzatore                       | Francia 1979          |
| Cecoslovacchia   | 1ª al torneo di qualificazione (girone B) | Francia 1979          |
| Germania Est     | 2ª al campionato europeo 1979             | Francia 1979          |
| Germania Ovest   | 1ª al torneo di qualificazione (girone A) | Francia 1979          |
| Italia           | 2ª al torneo di qualificazione (girone B) | Finlandia 1977        |
| Jugoslavia       | 2ª al torneo di qualificazione (girone A) | Francia 1979          |
| Paesi Bassi      | 5ª al campionato europeo 1979             | Francia 1979          |
| Polonia          | 1ª al torneo di qualificazione (girone C) | Francia 1979          |
| Romania          | 4ª al campionato europeo 1979             | Francia 1979          |
| Turchia          | 2ª al torneo di qualificazione (girone C) | Turchia 1967          |
| Ungheria         | 3ª al campionato europeo 1979             | Francia 1979          |
| Unione Sovietica | 1ª al campionato europeo 1979             | Francia 1979          |

## Torneo

### Fase a gironi
| Girone A         | Girone B     | Girone C       |
| ---------------- | ------------ | -------------- |
| Cecoslovacchia   | Germania Est | Bulgaria       |
| Jugoslavia       | Italia       | Germania Ovest |
| Romania          | Paesi Bassi  | Turchia        |
| Unione Sovietica | Polonia      | Ungheria       |

#### Girone A

##### Risultati
| 19 settembre 1981 ?, Pernik Durata: ? - Spettatori: ? | Jugoslavia       | 0 - 3 | Romania          | 6-15, 4-15, 13-15         |
| 19 settembre 1981 ?, Pernik Durata: ? - Spettatori: ? | Unione Sovietica | 3 - 0 | Cecoslovacchia   | 15-3, 15-9, 15-7          |
| 20 settembre 1981 ?, Pernik Durata: ? - Spettatori: ? | Jugoslavia       | 0 - 3 | Unione Sovietica | 3-15, 4-15, 3-15          |
| 20 settembre 1981 ?, Pernik Durata: ? - Spettatori: ? | Cecoslovacchia   | 3 - 1 | Romania          | 16-14, 15-10, 12-15, 15-5 |
| 21 settembre 1981 ?, Pernik Durata: ? - Spettatori: ? | Jugoslavia       | 0 - 3 | Cecoslovacchia   | 15-17, 12-15, 9-15        |
| 21 settembre 1981 ?, Pernik Durata: ? - Spettatori: ? | Unione Sovietica | 3 - 0 | Romania          | 15-9, 15-13, 15-6         |

##### Classifica
| Pos. | Squadra          | Pt | G | V | P | SV | SP | Ratio | PF  | PS  | Ratio |
| ---- | ---------------- | -- | - | - | - | -- | -- | ----- | --- | --- | ----- |
| 1.   | Unione Sovietica | 6  | 3 | 3 | 0 | 9  | 0  | MAX   | 135 | 57  | 2,368 |
| 2.   | Cecoslovacchia   | 5  | 3 | 2 | 1 | 6  | 4  | 1,500 | 124 | 125 | 0,992 |
| 3.   | Romania          | 4  | 3 | 1 | 2 | 4  | 6  | 0,666 | 117 | 126 | 0,928 |
| 4.   | Jugoslavia       | 3  | 3 | 0 | 3 | 0  | 9  | 0,000 | 69  | 137 | 0,503 |

      Qualificata al girone per il primo posto.
      Qualificata al girone per il settimo posto.

#### Girone B

##### Risultati
| 19 settembre 1981 ?, Sofia Durata: ? - Spettatori: ? | Polonia      | 3 - 1 | Paesi Bassi | 15-12, 15-3, 13-15, 15-2        |
| 19 settembre 1981 ?, Sofia Durata: ? - Spettatori: ? | Germania Est | 3 - 2 | Italia      | 14-16, 15-13, 6-15, 15-9, 15-8  |
| 20 settembre 1981 ?, Sofia Durata: ? - Spettatori: ? | Germania Est | 3 - 2 | Paesi Bassi | 10-15, 15-7, 6-15, 15-13, 15-11 |
| 20 settembre 1981 ?, Sofia Durata: ? - Spettatori: ? | Polonia      | 3 - 0 | Italia      | 15-12, 15-5, 15-10              |
| 21 settembre 1981 ?, Sofia Durata: ? - Spettatori: ? | Italia       | 3 - 0 | Paesi Bassi | 15-9, 15-8, 15-4                |
| 21 settembre 1981 ?, Sofia Durata: ? - Spettatori: ? | Germania Est | 3 - 0 | Polonia     | 15-11, 15-13, 15-9              |

##### Classifica
| Pos. | Squadra      | Pt | G | V | P | SV | SP | Ratio | PF  | PS  | Ratio |
| ---- | ------------ | -- | - | - | - | -- | -- | ----- | --- | --- | ----- |
| 1.   | Germania Est | 6  | 3 | 3 | 0 | 9  | 4  | 2,250 | 171 | 155 | 1,103 |
| 2.   | Polonia      | 5  | 3 | 2 | 1 | 6  | 4  | 1,500 | 136 | 104 | 1,307 |
| 3.   | Italia       | 4  | 3 | 1 | 2 | 5  | 6  | 0,833 | 133 | 131 | 1,015 |
| 4.   | Paesi Bassi  | 3  | 3 | 0 | 3 | 3  | 9  | 0,333 | 114 | 164 | 0,695 |

      Qualificata al girone per il primo posto.
      Qualificata al girone per il settimo posto.

#### Girone C

##### Risultati
| 19 settembre 1981 ?, Sofia Durata: ? - Spettatori: ? | Ungheria       | 3 - 0 | Turchia        | 15-2, 15-3, 15-4                |
| 19 settembre 1981 ?, Sofia Durata: ? - Spettatori: ? | Bulgaria       | 3 - 0 | Germania Ovest | 15-4, 16-14, 15-8               |
| 20 settembre 1981 ?, Sofia Durata: ? - Spettatori: ? | Bulgaria       | 3 - 0 | Turchia        | 15-4, 15-9, 15-4                |
| 20 settembre 1981 ?, Sofia Durata: ? - Spettatori: ? | Ungheria       | 3 - 0 | Germania Ovest | 15-4, 15-10, 15-11              |
| 21 settembre 1981 ?, Sofia Durata: ? - Spettatori: ? | Germania Ovest | 3 - 0 | Turchia        | 15-10, 15-9, 15-1               |
| 21 settembre 1981 ?, Sofia Durata: ? - Spettatori: ? | Bulgaria       | 3 - 2 | Ungheria       | 15-13, 6-15, 13-15, 15-5, 15-10 |

##### Classifica
| Pos. | Squadra        | Pt | G | V | P | SV | SP | Ratio | PF  | PS  | Ratio |
| ---- | -------------- | -- | - | - | - | -- | -- | ----- | --- | --- | ----- |
| 1.   | Bulgaria       | 6  | 3 | 3 | 0 | 9  | 2  | 4,500 | 155 | 101 | 1,534 |
| 2.   | Ungheria       | 5  | 3 | 2 | 1 | 8  | 3  | 2,666 | 148 | 98  | 1,510 |
| 3.   | Germania Ovest | 4  | 3 | 1 | 2 | 3  | 6  | 0,500 | 96  | 111 | 0,864 |
| 4.   | Turchia        | 3  | 3 | 0 | 3 | 0  | 9  | 0,000 | 46  | 135 | 0,340 |

      Qualificata al girone per il primo posto.
      Qualificata al girone per il settimo posto.

### Fase finale

#### Girone 1º posto

##### Risultati
| 23 settembre 1981 ?, Sofia Durata: ? - Spettatori: ? | Unione Sovietica | 3 - 0 | Cecoslovacchia   | 15-3, 15-9, 15-7                |
| 23 settembre 1981 ?, Sofia Durata: ? - Spettatori: ? | Germania Est     | 3 - 0 | Polonia          | 15-11, 15-13, 15-9              |
| 23 settembre 1981 ?, Sofia Durata: ? - Spettatori: ? | Bulgaria         | 3 - 2 | Ungheria         | 15-13, 6-15, 13-15, 15-5, 15-10 |
| 24 settembre 1981 ?, Sofia Durata: ? - Spettatori: ? | Ungheria         | 3 - 1 | Cecoslovacchia   | 15-3, 11-15, 15-7, 15-5         |
| 24 settembre 1981 ?, Sofia Durata: ? - Spettatori: ? | Bulgaria         | 3 - 0 | Polonia          | 15-6, 15-10, 15-5               |
| 24 settembre 1981 ?, Sofia Durata: ? - Spettatori: ? | Unione Sovietica | 3 - 0 | Germania Est     | 15-7, 15-10, 15-7               |
| 25 settembre 1981 ?, Sofia Durata: ? - Spettatori: ? | Unione Sovietica | 3 - 0 | Polonia          | 15-10, 15-7, 17-15              |
| 25 settembre 1981 ?, Sofia Durata: ? - Spettatori: ? | Ungheria         | 3 - 0 | Germania Est     | 15-7, 15-10, 15-2               |
| 25 settembre 1981 ?, Sofia Durata: ? - Spettatori: ? | Bulgaria         | 3 - 1 | Cecoslovacchia   | 10-15, 15-3, 15-2, 15-9         |
| 26 settembre 1981 ?, Sofia Durata: ? - Spettatori: ? | Polonia          | 3 - 2 | Cecoslovacchia   | 15-8, 15-12, 11-15, 8-15, 15-10 |
| 26 settembre 1981 ?, Sofia Durata: ? - Spettatori: ? | Bulgaria         | 3 - 1 | Germania Est     | 15-3, 15-0, 11-15, 15-4         |
| 26 settembre 1981 ?, Sofia Durata: ? - Spettatori: ? | Unione Sovietica | 3 - 2 | Ungheria         | 15-12, 8-15, 15-0, 7-15, 15-7   |
| 27 settembre 1981 ?, Sofia Durata: ? - Spettatori: ? | Ungheria         | 3 - 1 | Polonia          | 15-10, 10-15, 15-10             |
| 27 settembre 1981 ?, Sofia Durata: ? - Spettatori: ? | Germania Est     | 3 - 1 | Cecoslovacchia   | 13-15, 17-15, 15-12, 15-11      |
| 27 settembre 1981 ?, Sofia Durata: ? - Spettatori: ? | Bulgaria         | 3 - 0 | Unione Sovietica | 15-6, 15-13, 15-12              |

##### Classifica
| Pos. | Squadra          | Pt | G | V | P | SV | SP | Ratio | PF  | PS  | Ratio |
| ---- | ---------------- | -- | - | - | - | -- | -- | ----- | --- | --- | ----- |
| 1.   | Bulgaria         | 10 | 5 | 5 | 0 | 15 | 4  | 3,750 | 265 | 161 | 1,646 |
| 2.   | Unione Sovietica | 9  | 5 | 4 | 1 | 12 | 5  | 2,400 | 228 | 169 | 1,349 |
| 3.   | Ungheria         | 8  | 5 | 3 | 2 | 13 | 8  | 1,625 | 263 | 215 | 1,223 |
| 4.   | Germania Est     | 7  | 5 | 2 | 3 | 7  | 10 | 0,700 | 170 | 232 | 0,732 |
| 5.   | Polonia          | 6  | 5 | 1 | 4 | 4  | 14 | 0,285 | 192 | 252 | 0,761 |
| 6.   | Cecoslovacchia   | 5  | 5 | 0 | 5 | 5  | 15 | 0,333 | 191 | 280 | 0,682 |

#### Girone 7º posto

##### Risultati
| 23 settembre 1981 ?, Pernik Durata: ? - Spettatori: ? | Jugoslavia     | 0 - 3 | Romania        | 6-15, 4-15, 13-15                |
| 23 settembre 1981 ?, Pernik Durata: ? - Spettatori: ? | Italia         | 3 - 0 | Paesi Bassi    | 15-9, 15-8, 15-4                 |
| 23 settembre 1981 ?, Pernik Durata: ? - Spettatori: ? | Germania Ovest | 3 - 0 | Turchia        | 15-10, 15-9, 15-1                |
| 24 settembre 1981 ?, Pernik Durata: ? - Spettatori: ? | Jugoslavia     | 3 - 0 | Turchia        | 19-17, 15-10, 15-2               |
| 24 settembre 1981 ?, Pernik Durata: ? - Spettatori: ? | Paesi Bassi    | 3 - 0 | Germania Ovest | 10-15, 8-15, 15-10, 15-11, 15-10 |
| 24 settembre 1981 ?, Pernik Durata: ? - Spettatori: ? | Romania        | 3 - 2 | Italia         | 15-11, 15-6, 15-5                |
| 25 settembre 1981 ?, Pernik Durata: ? - Spettatori: ? | Jugoslavia     | 2 - 3 | Germania Ovest | 16-14, 11-15, 15-13, 8-15, 7-15  |
| 25 settembre 1981 ?, Pernik Durata: ? - Spettatori: ? | Italia         | 3 - 0 | Turchia        | 15-3, 15-10, 15-5                |
| 25 settembre 1981 ?, Pernik Durata: ? - Spettatori: ? | Romania        | 3 - 0 | Paesi Bassi    | 15-8, 15-3, 15-3                 |
| 26 settembre 1981 ?, Pernik Durata: ? - Spettatori: ? | Jugoslavia     | 0 - 3 | Paesi Bassi    | 9-15, 2-15, 7-15                 |
| 26 settembre 1981 ?, Pernik Durata: ? - Spettatori: ? | Romania        | 3 - 0 | Turchia        | 15-6, 15-13, 15-6                |
| 26 settembre 1981 ?, Pernik Durata: ? - Spettatori: ? | Italia         | 3 - 0 | Germania Ovest | 15-13, 15-12, 17-15              |
| 27 settembre 1981 ?, Pernik Durata: ? - Spettatori: ? | Jugoslavia     | 1 - 3 | Italia         | 3-15, 15-13, 6-15, 6-15          |
| 27 settembre 1981 ?, Pernik Durata: ? - Spettatori: ? | Paesi Bassi    | 3 - 1 | Turchia        | 6-15, 15-12, 15-5, 15-11         |
| 27 settembre 1981 ?, Pernik Durata: ? - Spettatori: ? | Romania        | 3 - 0 | Germania Ovest | 15-4, 15-9, 15-2                 |

##### Classifica
| Pos. | Squadra        | Pt | G | V | P | SV | SP | Ratio | PF  | PS  | Ratio |
| ---- | -------------- | -- | - | - | - | -- | -- | ----- | --- | --- | ----- |
| 1.   | Romania        | 10 | 5 | 5 | 0 | 15 | 0  | MAX   | 225 | 99  | 2,272 |
| 2.   | Italia         | 9  | 5 | 4 | 1 | 12 | 4  | 3,000 | 217 | 154 | 1,409 |
| 3.   | Paesi Bassi    | 8  | 5 | 3 | 2 | 9  | 9  | 1,000 | 194 | 212 | 0,915 |
| 4.   | Germania Ovest | 7  | 5 | 2 | 3 | 8  | 11 | 0,727 | 233 | 232 | 1,004 |
| 5.   | Jugoslavia     | 6  | 5 | 1 | 4 | 6  | 12 | 0,500 | 177 | 249 | 0,710 |
| 6.   | Turchia        | 5  | 5 | 0 | 5 | 1  | 15 | 0,066 | 135 | 235 | 0,574 |

## Classifica finale
| Pos     | Squadra          |
| ------- | ---------------- |
| Oro     | Bulgaria         |
| Argento | Unione Sovietica |
| Bronzo  | Ungheria         |
| 4       | Germania Est     |
| 5       | Polonia          |
| 6       | Cecoslovacchia   |
| 7       | Romania          |
| 8       | Italia           |
| 9       | Paesi Bassi      |
| 10      | Germania Ovest   |
| 11      | Jugoslavia       |
| 12      | Turchia          |

|  |  | Qualificata alla Coppa del Mondo 1981 e al campionato europeo 1983. |

|  |  | Qualificata al campionato europeo 1983. |